# Plazas de soberanía

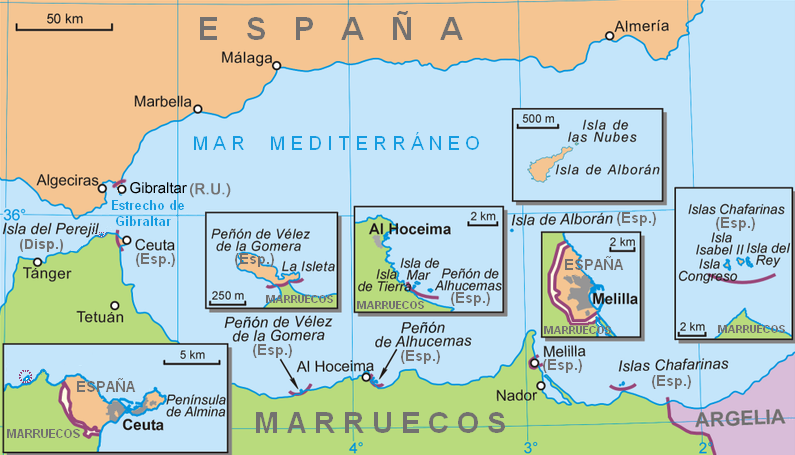
Plazas de soberanía spagnole.

Plazas de soberanía ("piazze di sovranità") è il termine che storicamente (secoli XIX e XX) si è dato ai possedimenti spagnoli nel Maghreb (in contrapposizione a quello che costituiva il protettorato spagnolo in Marocco). Attualmente non hanno alcun tipo di connotazione coloniale, ma unicamente amministrativa.

## Geografia
Le due maggiori sono in realtà città autonome (simili alle comunità autonome della Spagna), con competenze maggiori a quelle del municipio (possono decretare regolazioni esecutive), ma minori rispetto a quelle di una comunità autonoma (non hanno camere legislative propriamente dette). Nel linguaggio corrente il termine di plaza de soberanía si usa a stento per Ceuta e Melilla. Le tre minori sono invece isolotti situati vicino alla costa settentrionale del Marocco, senza popolazione civile e direttamente amministrate dal Governo spagnolo.
Le cinque plazas sono parte dell'Unione europea. Quando nel 1956 la Spagna abbandonò il Protettorato e riconobbe l'indipendenza del Marocco, non lasciò i posti di sovranità dal momento che non furono mai parte del protettorato. Attualmente i territori spagnoli adiacenti alle coste del Marocco sono rivendicati dagli irredentisti come parte del Grande Marocco.

## Territori
Ne esistono cinque, divise in maggiori e minori.
Le maggiori sono:
- Ceuta: 35°53′19″N 5°18′59″W
  - Isola di Santa Catalina: 35°53′19″N 5°18′59″W
- Melilla: 35°18′N 2°56′W

Le minori sono:
- Isole Alhucemas: 35°12′54″N 3°53′47″W
  - Isolotto di Alhucemas: 35°12′48″N 3°53′21″W
  - Isola della Terra: 35°12′55.83″N 3°54′08.1″W
  - Isola del Mare: 35°13′03.65″N 3°54′02.69″W
- Isole Chafarinas: 35°11′N 2°26′W
  - Isola del Congreso: 35°10′43.9″N 2°26′28.31″W
  - Isola Isabella II: 35°10′55.77″N 2°25′46.9″W
  - Isola del Re: 35°10′51.72″N 2°25′24.96″W
- Promontorio di Vélez de la Gomera[1]: 35°10′21.29″N 4°18′02.89″W

Oltre a queste anche la piccola e disabitata isola di Perejil, situata vicino alla città di Ceuta e a pochi metri dalla costa marocchina, per la quale nel 2002 vi è stata una prova di forza tra Spagna e Marocco; è stata denominata da allora come una plaza de soberanía, sebbene storicamente non sia mai stata altro che una terra di nessuno. Similmente anche l'isola di Alborán è stata investita del titolo di plaza de soberanía, sebbene anch'essa storicamente non lo sia mai stata.

## Galleria d'immagini

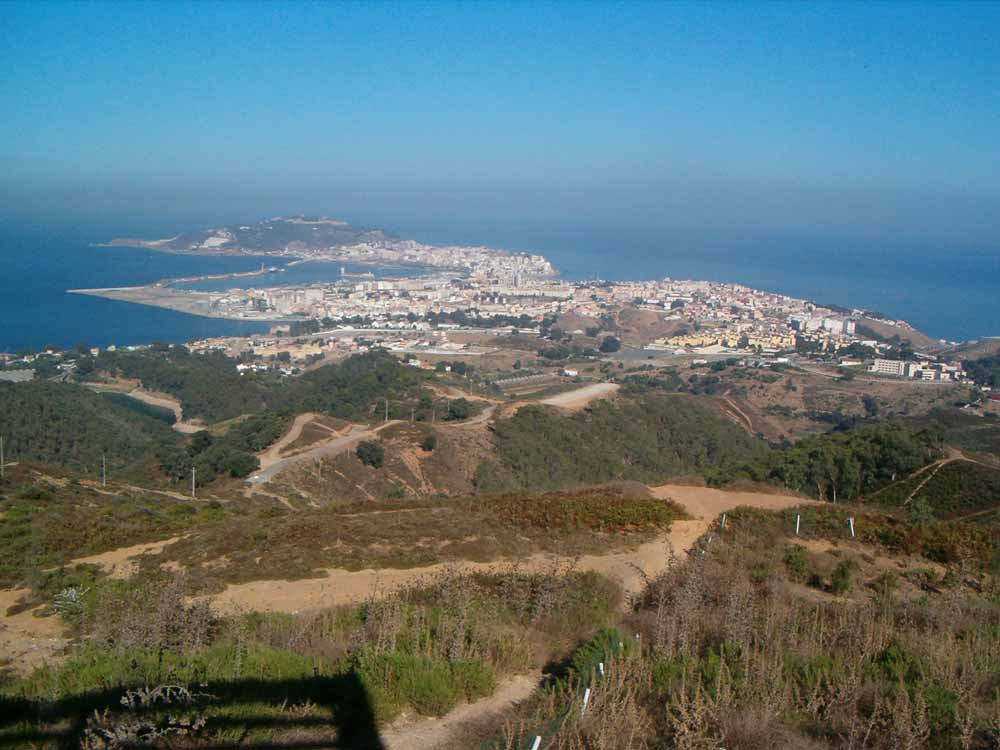
Ceuta
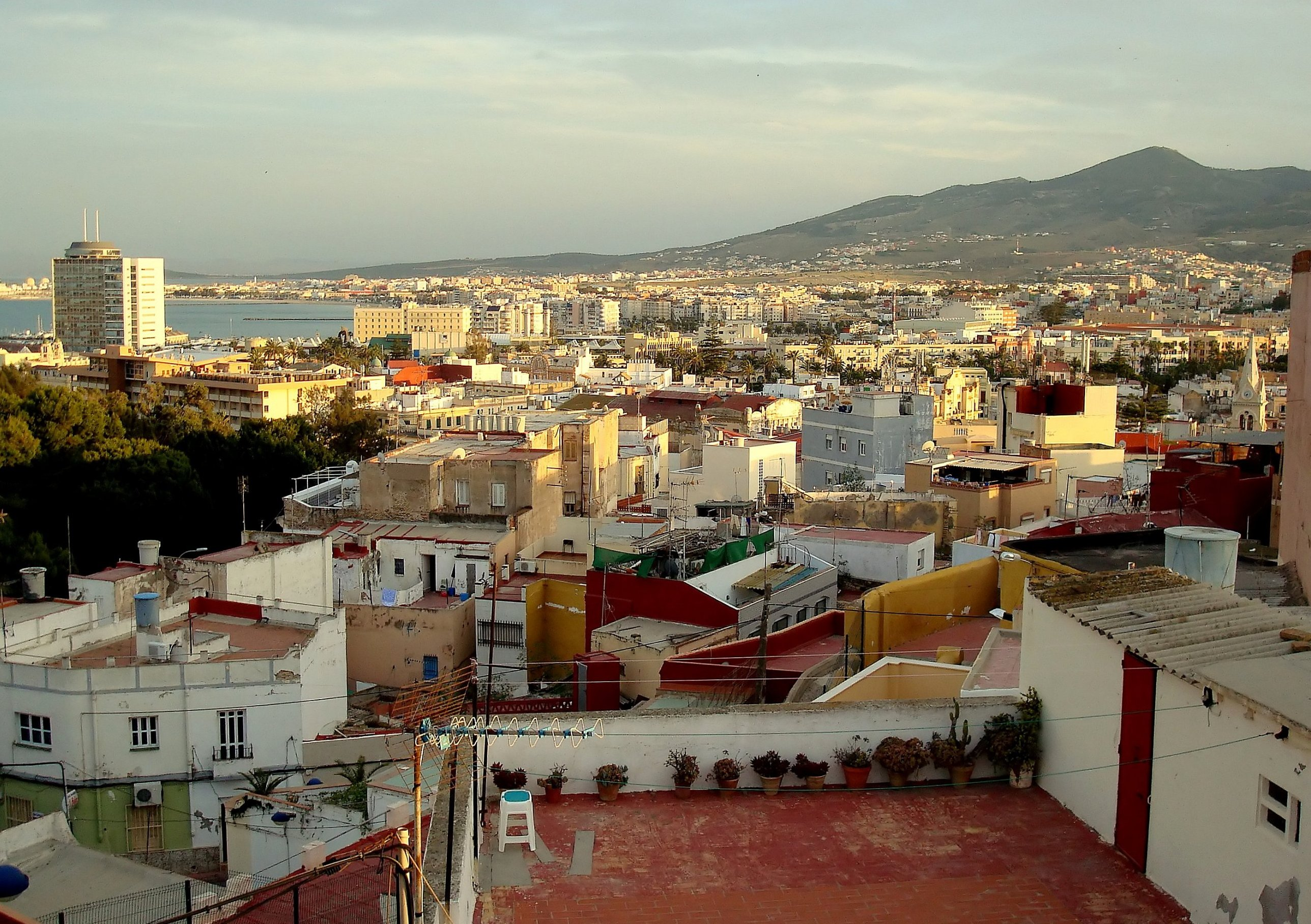
Melilla
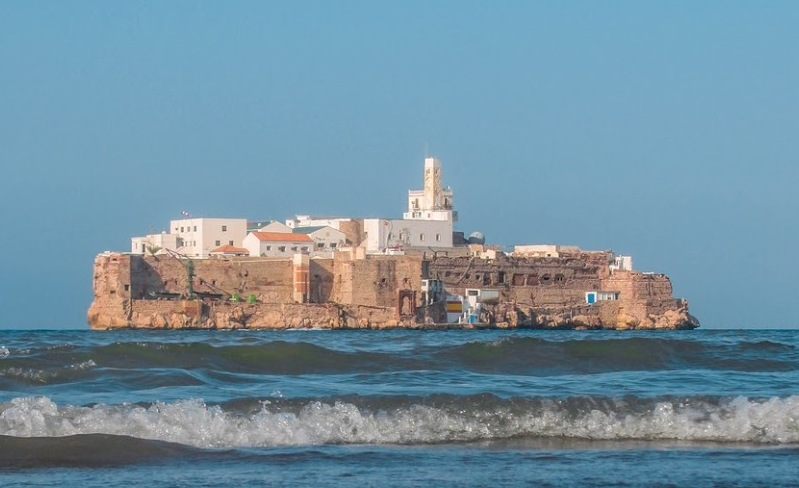
Peñón de Alhucemas
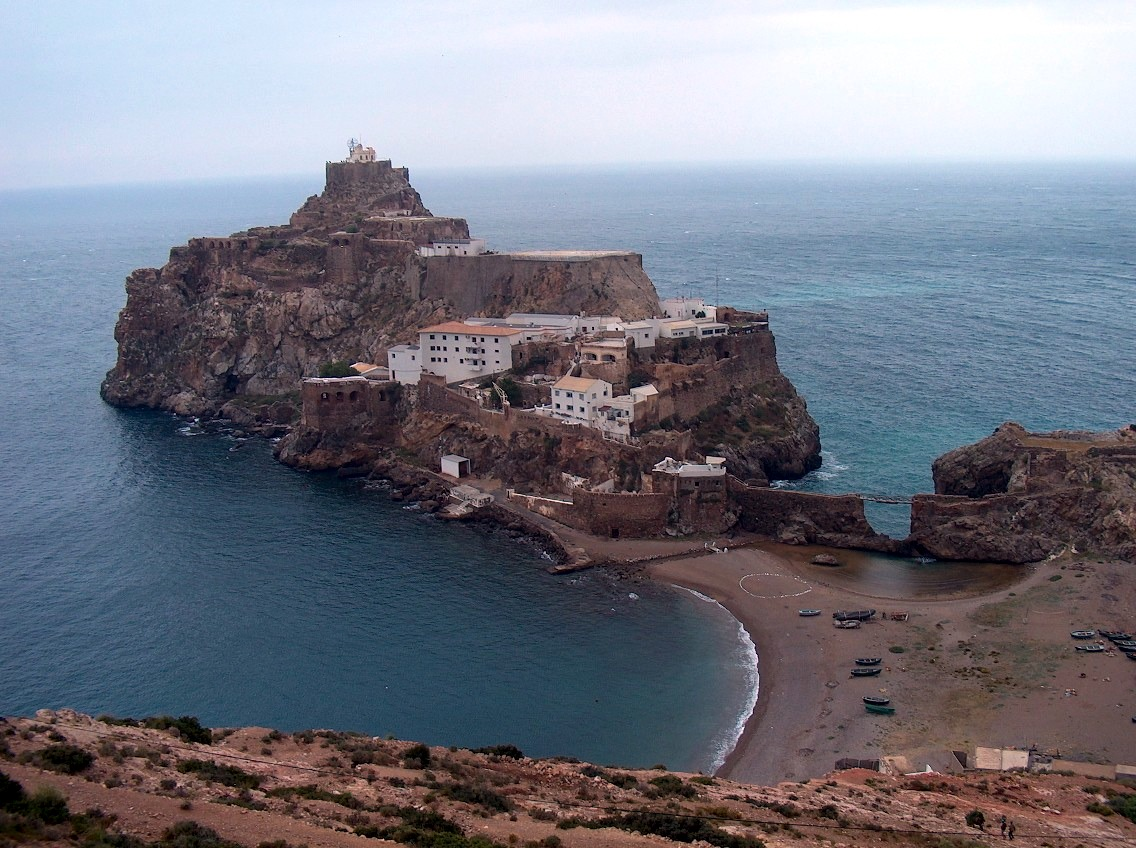
Peñón de Vélez de la Gomera
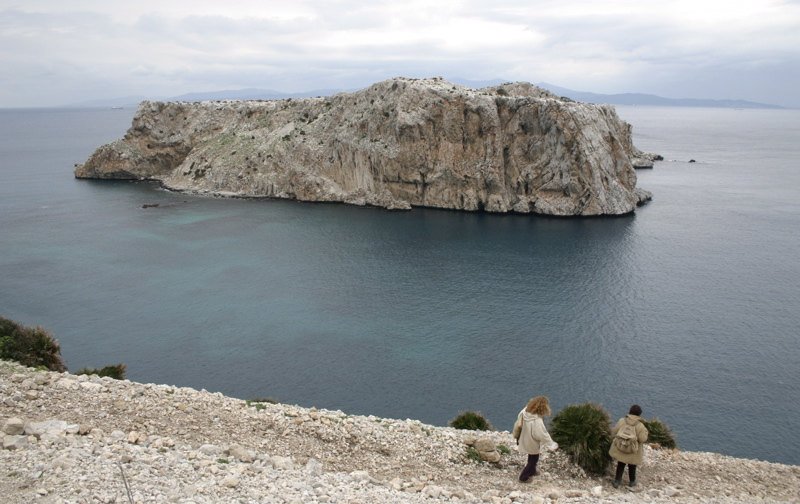
Perejil
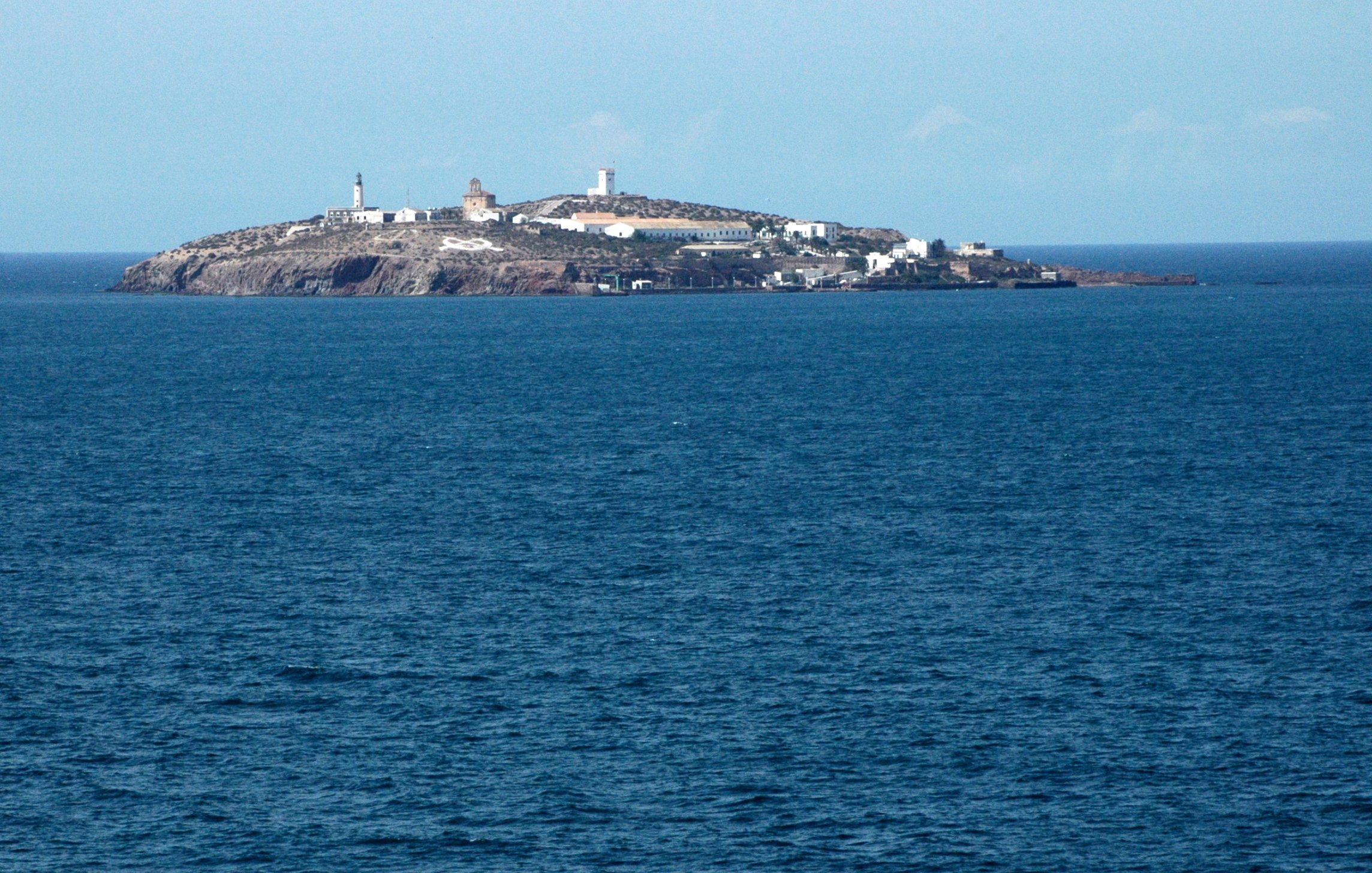
Isla Isabel II, Isole Chafarinas